# Старая Кня
Старая Кня — село в Кукморском районе Татарстана. Входит в состав Починок-Кучуковского сельского поселения.

## География
Находится в северо-западной части Татарстана на расстоянии приблизительно 7 км на юг по прямой от районного центра города Кукмор у речки Кня.

## История
Основано во второй половине XVII века. Упоминалось также под как Верхняя Кня. В советское время работали колхозы «Йошкар Кна» и «Дружба».

## Население
Постоянных жителей было: в 1782 — 85 душ мужского пола, в 1859—194, в 1897—323, в 1908—335, в 1920—341, в 1926—352, в 1938—332, в 1949—290, в 1958—298, в 1970—335, в 1979—340, в 1989—241, 219 в 2002 году (мари 94 %), 199 в 2010.